# Chamado religioso
Um chamado, no sentido religioso da palavra, é uma vocação religiosa (que vem do latim para "chamada") que pode ser profissional ou voluntária e, idiossincrática a diferentes religiões, pode vir de outra pessoa, de um mensageiro divino, ou de dentro de si mesmo.

## História
A ideia de uma vocação ou "chamado" desempenhou um papel significativo no Cristianismo. Desde os primeiros dias da fé cristã, o termo aplica-se a candidatos ao clero. Logo começou a ser aplicado àqueles que se sentiam atraídos por uma observância mais rigorosa de sua fé por meio do estilo de vida contemplativo dos eremitas, monges e freiras .
Mais tarde, Martinho Lutero ensinou que se esperava que cada indivíduo cumprisse sua tarefa designada por Deus na vida diária. Embora o conceito luterano da vocação enfatizasse a vocação, não havia ênfase particular no trabalho além do que era necessário para o pão de cada dia. O calvinismo transformou a ideia da vocação ao enfatizar o trabalho implacável e disciplinado. Calvino definiu o papel do "cristão em sua vocação", observando que Deus prescreveu deveres designados aos homens e definiu essas esferas de vocações ou chamados de vida. Os calvinistas distinguiram dois chamados: um chamado geral para servir a Deus e um chamado particular para se envolver em algum emprego pelo qual a utilidade de alguém é determinada.
O ministro puritano Cotton Mather discutiu as obrigações da vocação pessoal, escrevendo sobre "alguns negócios especiais, e alguns negócios resolvidos, em que um cristão deve, na maior parte do tempo, passar a maior parte de seu tempo; para que possa glorificar a Deus fazendo o bem para si mesmo"  Mather advertiu que normalmente não era lícito viver sem algum chamado: "pois os homens cairão em" armadilhas horríveis e pecados infinitos". Essa ideia perdurou ao longo da história do protestantismo. Quase três séculos após a morte de João Calvino em 1564, Thomas Carlyle proclamaria: "O último Evangelho neste mundo é, 'conheça o seu trabalho e faça-o'."
O legado dessa ética religiosa continua a exercer sua influência na sociedade secular. As ocupações modernas que são vistas como vocações geralmente incluem aquelas em que uma combinação de habilidade e ajuda da comunidade está implícita, como ocupações médicas, de cuidados e veterinárias. As ocupações em que as recompensas são vistas mais em termos espirituais ou não financeiros, como ocupações religiosas, também são vistas como vocações. As ocupações limítrofes, em que o serviço comunitário e a recompensa pessoal são mais equilibrados, como a política, podem muitas vezes ser consideradas como vocações.

## Distinções entre diferentes denominações
Tanto na Igreja Católica como nas Igrejas Ortodoxas Orientais, um candidato ao diaconato e ao sacerdócio é referido como sendo chamado para este serviço na Igreja. O termo também é usado para pessoas em vida consagrada.

### Igrejas protestantes
Em igrejas protestantes, a decisão de uma igreja de convidar para nomeação um determinado ministro - para "convidar na devida forma para o pastorado de uma igreja (presbiteriana ou não-conformista)" ( OED ) pode ser referida como uma chamada, como estender um chamada para fulano de tal, e é citado pela primeira vez em 1560 pelo OED. No evangelicalismo, o senso de propósito deliberado diante de Deus é geralmente uma parte esperada da escolha de buscar o trabalho ministerial em primeiro lugar e é freqüentemente referido como um chamado ou chamado .

### Santos dos Últimos Dias
A Igreja de Jesus Cristo dos Santos dos Últimos Dias descreve um chamado como "um dever, posição ou responsabilidade na Igreja que é conferido a um membro pelos líderes do sacerdócio... [é] uma oportunidade de servir". A igreja usa um clero leigo, nenhum membro recebendo compensação pela execução de seus chamados. O proeminente líder da igreja J. Reuben Clark disse: "No serviço do Senhor, não é onde você serve, mas como. Na [igreja], toma-se o lugar para o qual foi devidamente chamado, lugar esse que não se busca nem se recusa”. Antes de começar o serviço, uma pessoa é apresentada à membresia da igreja para um voto de apoio a esse chamado. A pessoa é então designada para servir no chamado pela imposição de mãos.